# フランキ LF-57
LF-57は、イタリアのルイジ・フランキ社が製造していた短機関銃である。1950年代に開発され、当時としては斬新な設計の銃であった。イタリア海軍が制式採用したほか、輸出も行われた。

## 概要
ベレッタ社の開発部チーフであったドミニコ・サルツァが設計した短機関銃であり、ベレッタM12短機関銃の開発過程で設計された試作モデルと多くの共通点を持っている。1956年に試作型のLF-56が完成し、翌年に耐久力を改良したLF-57の生産が開始された。
開発当時としては斬新な設計で、レシーバーとグリップ、マガジン挿入部は一体型になっており、薄いスチール板を左右それぞれプレス加工したうえで、中心で溶接して完成させる製造方法がとられている。また、バレルはレシーバー前面にねじ込み式のナットで固定されている。全長を短く設計するためL字型ボルトを採用しており、オープンボルトで動作する。照準器は凸型のフロントサイトと凹型のリアサイトからなる単純な固定式である。ストックはスチールチューブ製で、右方向への折り畳み式となっている。マガジンはベレッタM1938系の短機関銃と共通で、20、30、40発の箱型マガジンを利用できる。
射撃モードは、フルオート射撃のみとする資料と、クロスボルト式のセレクターを装備し、セミ/フルオートの切り替えが可能とする資料がある。手動式のセフティレバーはないが、グリップ前面にグリップセフティがあり、握りこまなければ射撃できない。
イタリア陸軍には採用されなかったが、イタリア海軍が制式採用したほか、海外にも輸出されている。基本性能は優れていたものの、ベレッタ M12やH&K MP5との競争のため、商業的には販売数は限定的だった。アフリカ諸国への輸出用として、1980年代後半まで販売されていた。
ドイツのワルサー MP短機関銃の設計にも影響を与えたと言われている。

## 派生型
フランキ モデル1962
ロングバレルを装備し、セミオートのみに限定した民間向けセミオートカービンモデル。アメリカに輸出された。

## 運用国
- イタリア - イタリア軍[1]
- コンゴ共和国[5]
- モザンビーク[5]
- ナイジェリア[5]
- ポルトガル[5]
- ザイール[5]